# Fembot

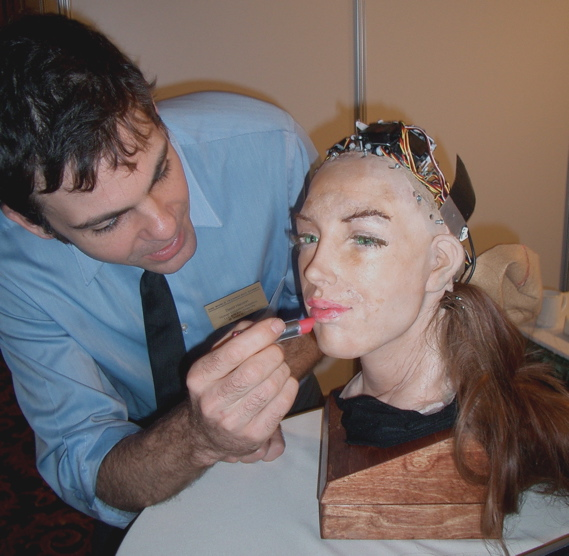
Głowa fembota w budowie

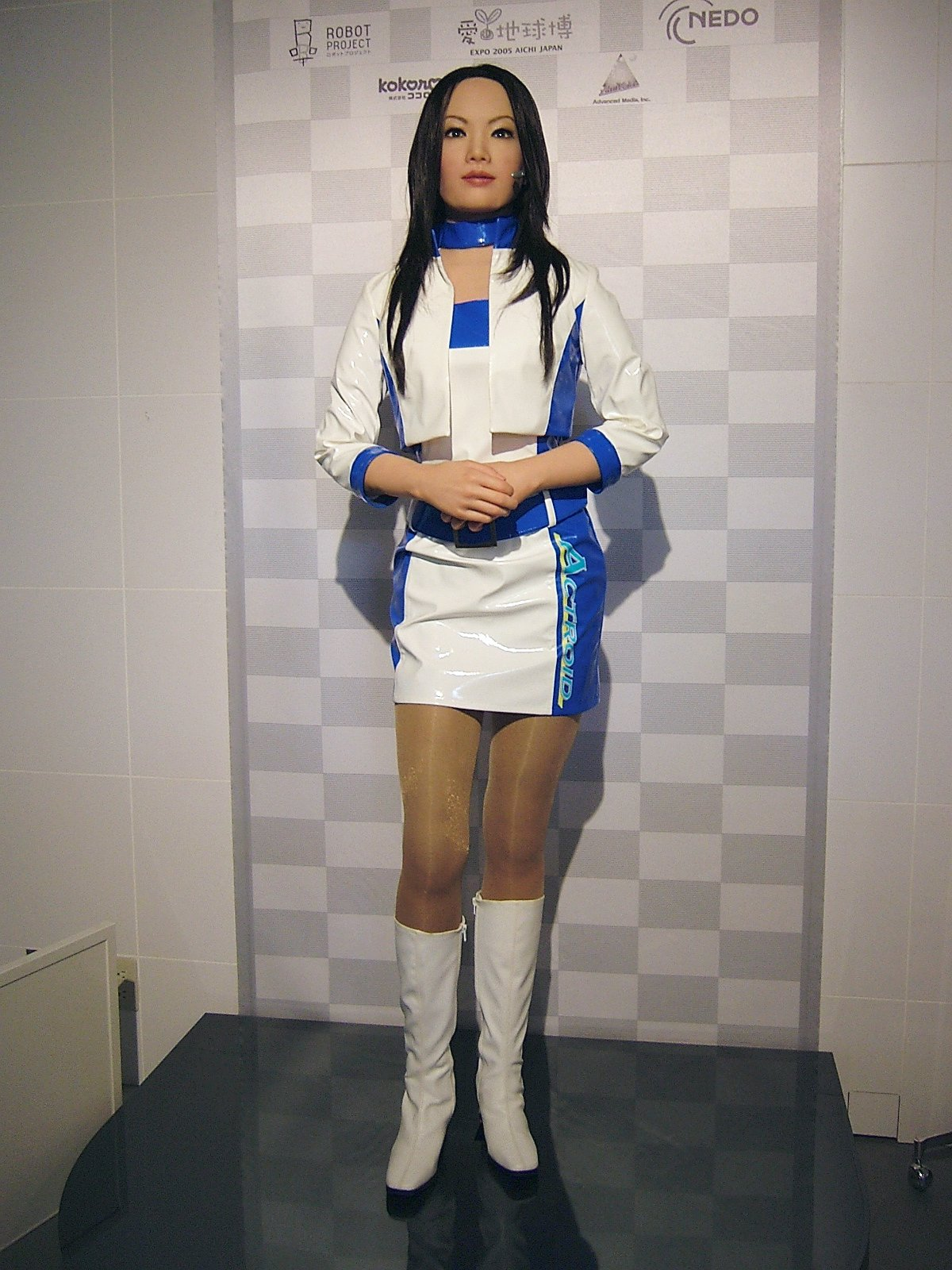
Japoński android Repliee Q1 na wystawie Expo 2005 w Aichi

Fembot (ang. złączenie female i robot) – odmiana robota humanoidalnego przypominająca wyglądem dojrzałą kobietę.
Budową zewnętrzną femboty różnią się od androidów, które zwykle posiadają męskie lub nieokreślone cechy anatomii.

## Wystąpienia w fantastyce
Prawdopodobnie pierwszy fembot, Olympia, wystąpił w gotyckim opowiadaniu E.T.A. Hoffmanna Der Sandmann (Piaskun) z 1817. Od tego czasu, kobiety-roboty często pojawiały się jako postaci drugoplanowe w literaturze, filmach, serialach (m.in. Alternatywy 4) oraz komiksach fantastyczno-naukowych – współcześnie między innymi w Bionic Woman: Agentka przyszłości, Metropolis, Żonach ze Stepford, serii filmów o Austinie Powersie, w Łowcy androidów, czy w kreskówkach Futurama. W wielu przypadkach, zwłaszcza w filmach i opowiadaniach zaliczanych do klasy B, służyły przede wszystkim jako sposób wprowadzenia niekonwencjonalnych elementów erotyki do narracji.

## Istniejące femboty
Prawdziwe roboty przypominające wyglądem kobiety były przedmiotem zainteresowania konstruktorów przynajmniej od okresu oświecenia. Konstrukcja włoskiego wynalazcy Gianello Torriano, mechaniczna dziewczynka grająca na lutni, jest do dziś wystawiana w Muzeum Sztuk Pięknych w Wiedniu. Współcześnie, chociaż roboty o kobiecych kształtach lub rysach są przedmiotem wielu projektów badawczych, w komercyjnej sprzedaży znajdują się tylko dające się zaliczyć do fembotów sterowane elektronicznie, realistyczne lalki erotyczne (m.in. CybOrgasMatrix, Mechadoll).

## Nazewnictwo
Przez analogię do androida (z stgr. ἀνδρός andros → mężczyzna, człowiek), innym proponowanym określeniem fembota jest gynoid (z stgr. γυνή gynē → kobieta)